# Vanamõisa (Ahja)
Vanamõisa – wieś w Estonii, w prowincji Põlvamaa, w gminie Ahja.